# امتیاز سلطان جیتو
امتیاز سلطان جیتو (بنگالی: ইমতিয়াজ সুলতান জিতু؛ زادهٔ ۱۰ فوریهٔ ۱۹۹۰) بازیکن فوتبال اهل بنگلادش است.
وی همچنین در تیم‌های ملی فوتبال زیر ۲۳ سال بنگلادش و بنگلادش بازی کرده است.
وی در مسابقات کشوری و بین‌المللی در مجموع برندهٔ ۱ مدال طلا شده است.